# Gérard Blitz (entrepreneur)
Pour les articles homonymes, voir Blitz (homonymie) et Gérard Blitz.
Gérard Blitz , né le 28 février 1912 à Anvers et mort le 3 mars 1990 à Paris, est un joueur de water-polo belge, le fondateur du Club Méditerranée et un promoteur du yoga en Europe.

## Biographie
Né à Anvers, Gérard Blitz est le fils de Maurice Blitz, marchand de diamants, et le neveu de Gérard Blitz, tous deux membres de l'équipe nationale de water-polo belge. Lui-même sera joueur de water-polo et connaîtra de son père la technique du clivage de diamants. Après des études avec une « moyenne médiocre », il quitte l'école à seize ans. Il alterne entre son activité de diamantaire et la piscine. Loin du niveau de son oncle pour la natation et préférant le collectif, il s'oriente vers le water-polo. En 1936, alors que quelque temps auparavant il ne veut pas y prendre part, il est l'un des rares Juifs à participer aux Jeux olympiques de Berlin et obtient deux médailles. Il a une sœur, Judith surnommée « Didy ». Marié à 23 ans, il est père de quatre enfants.
Au cours de la Seconde Guerre mondiale, Gérard Blitz intègre une unité faite seulement de sportifs. Prisonnier, il s'évade, puis retourne se cacher en Belgique. Dénoncé, arrêté par la Gestapo, il est finalement libéré après l'intervention du bourgmestre d'Anvers. Il décide de partir pour Paris, la Haute-Savoie, puis s'exile en Suisse. Engagé dans la Résistance, il est recruté comme agent de la section belge du Special Operations Executive britannique qui organise l'assassinat de « traîtres » et de sentinelles allemandes en fournissant des pistolets silencieux Welrod à ses hommes. Il sera décoré de la croix de guerre belge ainsi que la médaille de la résistance.
À la Libération, en 1945, Gérard Blitz vit avec sa famille en Suisse où son père et sa sœur Didy se sont réfugiés après l'invasion de la Belgique et ont monté un club de natation réputé. Il est alors mandaté par le gouvernement belge pour prendre soin des concentrationnaires flamands et wallons rapatriés via la Suisse. Afin de s'acquitter convenablement de cette tâche difficile de réinsertion médicale, affective et sociale, il prend une initiative : louer un hôtel près de Chamonix où les rescapés seront pris en charge.
Le sociologue Alain Ehrenberg explique qu'il faut voir dans l'épisode de l'hôtel savoyard la véritable origine du Club Méditerranée: « C'est en réapprenant à vivre à des survivants, écrit-il, que Blitz invente en quelque sorte le créneau du Club : la relation humaine » entre autres par le sport. Blitz lui-même aurait souvent déclaré à propos de cette « vocation » : « La préhistoire du Club, c'est ça. » Les aspirations de Gérard Blitz ont changé : ni la natation ni les diamants ne lui correspondent. 
Entretemps, il rencontre en 1945 Claudine, infirmière, qui devient sa seconde femme trois ans plus tard ; celle-ci l'initie au yoga, au mysticisme oriental et aux maîtres spirituels indiens,. Elle arrive de Tahiti où ses parents possèdent une maison. Elle revendique cette origine lointaine qui deviendra source d'inspiration pour le futur projet. De retour à Paris après son activité chamoniarde, il ouvre une boutique de vêtements.

### Naissance du Club
Lors de l'été 1949, le beau-frère de Gérard Blitz travaille en Corse comme barman pour le Club Olympique,. Lorsque Gérard le rejoint à Calvi par l'entremise de sa sœur Judith, l'idée jaillit : détente, amusements, soleil, il voit là quelques similitudes entre ce village de vacances et sa précédente activité dans l'hôtel savoyard. 
L'idée a germé en Corse : Gérard Blitz propose à Paul Morihien de s'associer sur un projet ; mais ce dernier va fonder les « Villages magiques » pour le magazine Elle et refuse l'offre. Fin 1949, Gérard Blitz rencontre Gilbert Trigano qui travaille alors au sein de l'entreprise familiale « Trigano Père et Fils ». Cette dernière s'est orientée il y a peu vers le camping. Gérad Blitz cherche du matériel, tentes et couchage, pour développer l'idée de « villages de vacances ». « Vous pouvez déjà résoudre mes problèmes d'hébergement en me vendant des toiles à bon marché » demande-t-il. Alors qu'il n'a pas d'argent pour son projet, Trigano accepte de lui louer les tentes,.
Le 27 avril 1950, Gérard Blitz fait déposer à Paris par le nageur Tony Hatot l'association Club Méditerranée, qui s'installe au 9 de la rue Buffault. Marcel Hansenne alors à L'Équipe, puis le magazine Paris Match, soutiennent le projet. La même année, dans la continuité, il veut ouvrir sur l'île de Majorque, à Alcúdia, le premier village de vacances de 200 tentes pour les membres de l'association. Sa sœur et sa femme sont de l'aventure. Il fait imprimer des publicités annonçant deux semaines aux Baléares pour 159 francs « tout compris » et va les coller dans le métro ; le succès est immédiat, « parce qu’il y avait une telle demande, il y avait tant de gens qui attendaient ça » précise plus tard Paul Morihien fondateurs des Villages magiques, autres villages de vacances, : 2 300 inscriptions la première année. Gérard Blitz est précurseur, instaurant le concept du « tout compris » dans les voyages pour la première fois en France,. Pour le recrutement de ces animateurs pas encore appelés G.O., il cherche parmi ses relations dont des sportifs. Le sport reste d'ailleurs un point central du projet Club Méditerranée, effaçant tout statut social et mettant les vacanciers « dans une pratique sociale tendanciellement égalitaire ».
Lorsqu'au mois de juin le premier village espagnol ouvre, les conditions sont déplorables : nourritures, sports, couchages, tout reste extrêmement précaire et laisse à désirer. Malgré tout, nombre de G.M. restent satisfaits et Gérard Blitz propose de rembourser les autres. Son projet hédonique n'a que faire des profits : la démarche de Gérard Blitz reste avant-tout plus utopique que mercantile, voulant surtout faire oublier les années de guerre. « La capacité de mettre les gens en vacances, celles-ci n'étant pas un lieu où on se rend, mais un état d'esprit » dira-t-il plus tard.
Saison après saison, les ouvertures s'enchaînent. Gérard Blitz trouve lui-même chacun des endroits. Il améliore sans cesse les choses, instaurant les préceptes de ce que sera le Club Méditerranée les décennies suivantes : les tables de huit personnes, le « collier-bar » permettant de régler ses consommations ou la cérémonie d'accueil et de départ inspirée de l'expérience tahitienne de sa femme ; elle et son mari développent d'ailleurs largement une « mythologie » polynésienne dans l'organisation du Club, le paréo devient l'uniforme, les colliers de fleurs accueillent les nouveaux arrivants, et les tentes sont remplacées par des cases,.
Mais les pertes du Club vont avec l'augmentation du nombre d'adhérents. Mauvais gestionnaire et donc mauvais payeur, Gérard Blitz voit en 1953 Gilbert Trigano être nommé trésorier. À la fin de l'année suivante après l’absorption du concurrent Villages Magiques, la situation financière empire et les deux protagonistes décident de s'associer et de créer dans la foulée une société anonyme à capital variable appelée « Club Méditerranée »,. Gérard Blitz se méfie tout autant de Gilbert Trigano qu'il en a besoin comme gestionnaire. « Pour Gérard, que je sois avec lui était souhaitable à la condition qu'il m'utilise » écrit amicalement plus tard Trigano : « le gourou et le commerçant » sont devenus « un couple », partageant le même bureau ou voyageant ensemble, autant inséparables que jaloux l'un de l'autre, paternalistes et exigeants, à outrance, pour le Club.
Au début des années 1960, alors que la situation financière ne s'est pas améliorée jusqu'ici, le Club se structure avec l'entrée au capital d'Edmond de Rothschild qui prend la tête du conseil d'administration. Dans les années qui suivant, une « présidence tournante » est théoriquement instaurée entre Gérard Blitz et Gilbert Trigano ; mais ce dernier occupe de plus en plus de place et précise que « je deviens insensiblement le Président, Gérard étant de plus en plus partagé entre sa sagesse zen, son bouddhisme naissant et sa volonté de vivre à la tahitienne. La beauté du ciel compte autant pour lui que la réussite du Club. Il y vit de plus en plus, pêchant son poisson, atteignant une sobriété, une sagesse exemplaires. » Quelque temps auparavant, il s'est fait offrir un petit faré à Tahiti. Ils décident tous deux de se partager les zones commerciales à développer : l'Asie pour Gilbert Trigano, l'Amérique pour Gérard Blitz. Début 1968, Life Magazine consacre quatorze pages à l'entreprise française : les américains se ruent dans les villages, particulièrement aux Antilles avec le lieu en Guadeloupe qu'a trouvé Blitz peu avant. À la fin de l'année, la séparation est définitivement entérinée : Gérard Blitz quitte le siège parisien, conservant la zone « Pacifique » et Trigano, omniprésent, tout le reste, l'ensemble avec toujours d'« excellentes » relations souligne Gilbert Trigano. « Gérard est devenu le philosophe des vacances, le zen prenant dans sa vie une place centrale. »

### Yoga
La rencontre avec Eva Ruchpaul, « grande prêtresse du yoga », fait découvrir plus avant le yoga à Gérard Blitz.
Parallèlement promoteur du yoga, Blitz s'impose d'abord comme secrétaire, puis vice-président de l'Union européenne des fédérations nationales de yoga dont il organise les manifestations au Club Méditerranée. En 1974 il parvient à se faire élire président de l'Union européenne de yoga. Il assurera cette fonction jusqu'à sa mort en 1990.
Gérard Blitz a été marié deux fois, d'abord avec Denise Libbrecht, puis avec Claudine Coindeau. Il a quatre fils et une fille.

## Publication
- Gérard Blitz, entretiens avec Bruno Solt, La Vacance, Dervy, Paris, 1990, 79p.  (ISBN 978-2-85076-329-8)
- Rencontre avec la vie, Colette Flogny, Le Relié, 2010, 173p.  (ISBN 978-2-35490-043-4)
- Le Fil du Yoga, Gérard Blitz, d'après l'expérience du groupe Yoga de Milan, l'« Istituto Internationale Ricerche Yoga », Milan, ou bien IFRY, Institut Français de Recherche en Yoga.